# ジャン4世 (ブルターニュ公)
ジャン4世・ド・ブルターニュ（Jean IV de Bretagne, 1339年 - 1399年11月9日）は、ブルターニュ公（在位：1364年 - 1399年）。ジャン征服公（Jean le Conquéreur）、ジャン勇敢公（Jean le Vaillant）とも呼ばれた。ジャン・ド・モンフォールとジャンヌ・ド・フランドルの長男。
ブルターニュ継承戦争（百年戦争）中の1345年に父が急死すると、リッチモンド伯とモンフォール伯位を継承し1364年までブルターニュ公の座をシャティヨン家（パンティエーヴル家）のシャルル・ド・ブロワと争った。オーレの戦いでブルターニュ・イングランド連合軍が勝利すると、1365年4月12日に調印されたゲランド条約でブルターニュ公であることを認められた。以後、ジャン4世のドルー家（モンフォール家）がブルターニュ公位を継承していった。

## 生涯

### 継承戦争

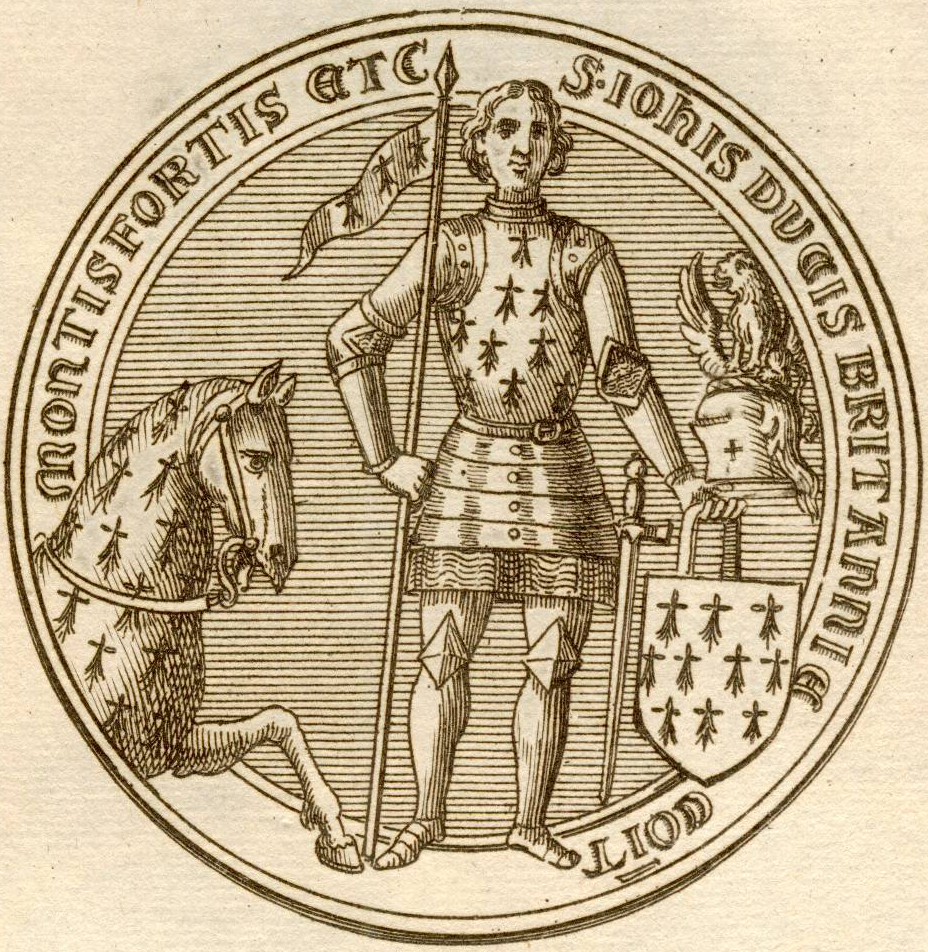
ジャン4世のシール

1345年に父がシャルル・ド・ブロワとの戦いで戦死した時、ジャンはわずか6歳だったが、母ジャンヌ・ド・フランドルが戦いを継続し、勝利を収めていった。ジャンは1357年から軍事作戦に参加し、1364年にブロワ伯が攻撃の準備をしていることを知りオーレーを包囲した。
イングランドのエドワード黒太子が送り込んだ援軍に助けられて敵軍を粉砕し、オーレの戦いでブロワ伯を敗死させた後、彼の未亡人でジャンの従姉でもある「女公」ジャンヌ・ド・パンティエーヴルと交渉を行い、翌1365年に自らを単独のブルターニュ公であると認めさせた第1回ゲランド条約に調印、ブルターニュ公ジャン4世となった。またこの際、ジャン4世はフランス王シャルル5世に臣従することも定められたが、形式はブルターニュの独立を妨げない単純臣従とも決められ、献身臣従でないことが両家の間の了解となった。

### イングランド亡命
イングランドと同盟関係にあり、継承戦争中数年の亡命期間をイングランドで過ごしたジャン4世は、イングランド軍の支援なしに勝つことはできなかった。彼の最初の妃はエドワード黒太子の妹であり、2度目の妃は黒太子の継子であった。また幾人かのイングランド人傭兵隊長や領主に要塞とその周辺の管理を委託しなければならなかった（例としてブレスト）。これら外国の軍隊や悪党のイングランド領主が公の周囲や政権・公国内に存在することをブルトン人貴族から非難された。
加えて、ジャン4世は更に人望を失った。ジャン4世はイングランドへの関係を深め、1372年にイングランド王エドワード3世を主君とする秘密条約を結んだことがブルターニュ貴族に露見したからである。翌1373年にイングランド軍がブルターニュに上陸すると、ブルターニュ貴族でシャルル5世に仕えていたフランス王国大元帥ベルトラン・デュ・ゲクランとオリヴィエ・ド・クリッソンが迎撃に向かい、ブルターニュのほとんどを征服した。ジャン4世はフランス軍に攻め込まれ、ブルトン人貴族の加勢なしに守り切ることができず、立場を失った彼は新たにイングランドに亡命せざるをえなかった。

### 凱旋
1378年12月、シャルル5世はジャン4世に対する懲罰として公国を没収し、フィリップ2世がプランタジネット朝に対してしたように、公国をフランス王領に併合した。だが彼の公国召し上げは非常に過酷で、独立を侵されたブルトン人貴族はフランスに反乱を起こし、かつてジャン4世と争っていたジャンヌ・ド・パンティエーヴルでさえも先頭に立って反乱に加わった。ジャン4世はイングランド軍とともに翌1379年8月にディナールに上陸し帰国、公国の支配権を取り戻した。イングランド軍は、公国の再征服を行うジャン4世がそれら征服地に対して負う債務を保証するため、4つの海上要塞、戦略的要塞である10箇所の城を攻略した。このブルターニュ公の「凱旋」は伝統歌An Alarc'h（ブルトン語で白鳥）の主題となっている。ブルターニュ独立の象徴として、様々な現在の芸術家が取り上げている。
1380年にゲクランとシャルル5世が死ぬとフランスの勢いは弱まり、1381年4月4日にジャン4世はシャルル6世と和解し臣従する第2回ゲランド条約を結び、平和理に公国を治めた。

### クリッソンとの対立
しかしジャン4世はゲクランの後を継いで大元帥に就任したオリヴィエ・ド・クリッソンと対立、1386年と1387年にシャルル6世とクリッソンが推進したイングランド上陸作戦に協力しなかったこと、クリッソンが娘のマルグリットをジャンヌ・ド・パンティエーヴルの息子のパンティエーヴル伯ジャン1世に嫁がせたことが重なり彼の排除を計画、1387年7月にヴァンヌに議会を招集してブルトン人貴族を集め、クリッソンを誘い出して捕らえた。当初はクリッソンの暗殺を考えたが貴族達の反対に遭い断念、クリッソンから膨大な身代金と領土を貰う代わりに彼を釈放した。直後、クリッソンがシャルル6世に訴えたため王が紛争に介入、ジャン4世はクリッソンと一時的に和睦した。
だが5年後の1392年に再びクリッソンの暗殺を謀り、ピエール・ド・クラン（後のフランス元帥ジル・ド・レの母方の曾祖父にあたる）を刺客に差し向けた。クランはシャルル6世の叔父の1人・アンジュー公ルイ1世に仕えていたが、主君の財産を横領して追い出されるとシャルル6世の弟・オルレアン公ルイへ小姓として仕え直したが、醜聞を暴露してオルレアン公からも出仕禁止を言い渡されていた。ジャン4世は没落の原因はクリッソンがオルレアン公をそそのかしたからだとクランを騙し、彼にクリッソンを襲わせた。
しかし殺人は未遂に終わり、ブルターニュへ逃げ込んだクランを冷淡に扱う一方、彼の引き渡しを求めるシャルル6世の要求を拒絶、激怒したシャルル6世が親征に向かうと聞いてイングランドへの再亡命を準備したが、遠征途中の8月にシャルル6世が発狂して遠征が中止されたためジャン4世は命拾いした。対するクリッソンはフランスの保護を受けられなくなり孤立、1395年にジャン4世とクリッソンは改めて和睦した。
1399年、ナントで死去。長男のジャン5世が後を継いだが、彼を含む子供達は幼いため、遺言でクリッソンを子供達の後見人に定めた。この後クリッソンが娘マルグリットと対立したり、ジャン4世の未亡人でジャン5世らの母ジャンヌ・ド・ナヴァールがイングランド王ヘンリー4世と再婚、子供達がイングランドへ連れていかれそうになるなど危機が続くが、いずれもクリッソンの配慮で切り抜け、ブルターニュに留まった子供達はシャルル6世の叔父の1人・ブルゴーニュ公フィリップ2世（豪胆公）に引き取られ成長していった。

## 子女
1355年、ロンドンでメアリー・オブ・イングランド（1344年 - 1362年、イングランド王エドワード3世とフィリッパ・オブ・エノーの子）と結婚。メアリーと結婚4年目で死別すると、1366年にケント伯トマス・ホランドとジョーン・オブ・ケントの娘ジョーン・ホランド（1350年 - 1384年）と再婚した。上記の2人の先妻との間に子はない。
ジョーンと死別して2年後の1386年、ゲランドにてナバラ王カルロス2世の娘ジャンヌ・ド・ナヴァールと再婚した。
- ジャンヌ（1387年 - 1388年）
- 女児（1388年）
- ジャン5世（1389年 - 1442年）
- マリー（1391年 - 1446年） - アランソン伯ジャン1世の妻
- マルグリット（1392年 - 1428年） - ロアン子爵アラン9世・ド・ロアンの妻
- アルテュール3世（1393年 - 1458年）
- ジル（1394年 - 1412年）
- リシャール（1395年 - 1438年）
- ブランシュ（1397年 - 1419年） - アルマニャック伯ジャン4世の妻

ジャン4世亡き後、幼い子供たちの領地管理者となったのはメーヌ伯ギー12世・ド・ラヴァル（fr）である。